# 奧里薩巴山
奧里薩巴山（西班牙語：Pico de Orizaba；納瓦特爾語：Citlaltépetl）是墨西哥境內最高峰，也是北美洲第三高峰，僅次於迪那利山與洛根山。奧里薩巴山的海拔為5,636公尺（18,490英尺），位於跨墨西哥火山帶的末端。奧里薩巴山目前是一座活火山而非死火山，最後一次爆發是在19世紀1846年。而在1630年、1613年、1569年、1566年、1545至1565年？與1537年也發生過火山爆發。

## 名稱
奧里薩巴山位於墨西哥韋拉克魯斯州的奧里薩巴（Orizaba）附近，並且因此而得名。納瓦特爾語的名稱Citlaltépetl並不常被奧里薩巴地區的居民所使用，他們則是稱這座山為Istaktepetl（這是古典納瓦特爾語的正確拼法，意為「白色的山」）。

## 地理
奧里薩巴山是墨西哥境內的最高峰，也是哥倫比亞與加拿大育空地區之間的最高峰。以相對地勢而言，奧里薩巴山是世界上第7高的山峰，也是第2高的火山，僅次於非洲的乞力马扎罗山。雖然位於韋拉克魯斯港以西内陆約110公里的位置，不過墨西哥湾上的船隻仍然可以看見奧里薩巴山。清晨阳光照射到奧里薩巴山时韋拉克魯斯还处在昏暗里。
奧里薩巴山也是墨西哥三座頂端擁有永凍土與冰河的山峰之一，其他兩座則是波波卡特佩特火山與伊斯塔西瓦特爾火山。
奧里薩巴山的副峰賽拉涅哥拉火山位於奧里薩巴山東南方約6公里處，它的海拔為4,640公尺。雖然賽拉涅哥拉火山比奧里薩巴山還要低的多，不過仍然比美國本土48個州境內的山峰都要高。通往賽拉涅哥拉火山山頂的公路高度是北美洲最高的，山顶上有世界上最首要的天文觀測設施之一——大型毫米波望遠鏡（Large Millimeter Telescope）。

## 文化
奧里薩巴山在阿茲特克與托托納克人這些西班牙人統治墨西哥之前的文化中有著相當的重要的地位。
奧里薩巴山與山麓地帶是墨西哥奧里薩巴山國家公園（Parque Nacional Pico de Orizaba）的一部份，而且擁有許多攀登路線，並吸引許多遊客到來。

## 外部連結
- Pico de Orizaba on TierraWiki.org
- Pico de Orizaba on Peakbagger.com （页面存档备份，存于）